# Peter J. Moloney

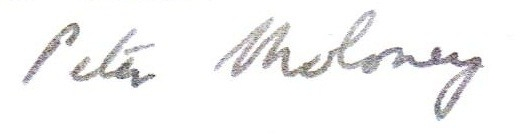
Unterschrift von Peter Moloney

Peter Joseph Moloney (* 29. Juni 1891 in Penetanguishene, Ontario; † 12. August 1989 in Toronto, Ontario) war ein kanadischer Chemiker, der sich insbesondere um die Entwicklung von Impfstoffen und Insulinpräparaten verdient gemacht hat.
Moloney führte Toxoidimpfstoffe gegen Diphtherie und Tetanus ein, konnte beim Menschen und bei Tieren Antikörper gegen Insulin nachweisen und entwickelte sulfatierte Insulinpräparate zur Behandlung von Diabetikern mit Insulinresistenz.

## Leben und Wirken
Moloney war der Sohn eines irischen Einwanderers. Er erwarb an der University of Toronto 1912 einen Bachelor und 1915 einen Master in Chemie. Während eines Aufenthaltes an der University of California at Berkeley 1915/1916 traf er seine spätere Ehefrau Angelina Chapman; das Paar hatte fünf Kinder. Moloney arbeitete zwischen 1917 und 1919 am Department of Agriculture in Ottawa in der Lebensmittelchemie.
Ab 1919 war er als Forschungsassistent für Connaught Laboratories tätig, einem aus der University of Toronto hervorgegangenen Impfstoffhersteller, der heute zu Sanofi gehört. Moloney befasste sich zunächst mit dem Diphtherietoxin, dessen Bereitstellung er ab 1924 leitete. Nach dem Erwerb eines Ph.D. war er ab 1921 in der Arbeitsgruppe von Charles Best und Frederick Banting mit der Aufreinigung von Insulin betraut, um es klinisch verwendbar zu machen, was 1922 erstmals gelang.
Moloney half, einen Nachweistest für das Diphtherietoxin zu entwickeln und etablierte Methoden zum Nachweis und zur Aufreinigung von Tetanustoxin und trug zur Aufklärung seiner Antigenstruktur bei. Ab 1931 leitete er die Abteilung für Chemie der School of Hygiene (Mikrobiologie) der Universität. Er gehörte zur Gruppe, die im Zweiten Weltkrieg erfolgreich Methoden zur Herstellung von Penicillin im großen Stil entwickelte. Moloney und Mitarbeiter konnten auch ein polyvalentes Immunserum gegen Gasbrand herstellen.
Von 1925 bis zu seiner Pensionierung 1961 war er stellvertretender Leiter von Connaught Laboratories, blieb aber bis in sein 9. Lebensjahrzehnt als Forscher und Berater für das Unternehmen tätig. Seine letzten Veröffentlichungen Anfang der 1970er Jahre befassten sich mit Insulinresistenz und Insulin als Antigen. Moloney besaß mehrere Patente, darunter solche zur Herstellung von Insulin und zur Herstellung von Heparin. Sein letztes Patent meldete er in seinem 90. Lebensjahr an. 1977 wurde zu seinen Ehren auf dem Gelände von Connaught Laboratories Ltd. das Moloney Building eröffnet.
Moloney galt als strenggläubiger Katholik.

## Auszeichnungen (Auswahl)
- 1936 Mitglied der Royal Society of Canada[1]
- 1946 Order of the British Empire
- 1962 Ehrenmitglied der Canadian Public Health Association (CPHA)
- 1964 Banting-Medaille der American Diabetes Association
- 1967 Gairdner Foundation International Award[2]
- 1971 Ehrendoktorat der University of Toronto
- 1971 Charles H. Best Medal